# Nekrasovskaja-lijn
De Nekrasovskaja-lijn (lijn 15) is een metrolijn van de Metro van Moskou waarvan de eerste stations werden geopend op 3 juni 2019.

## Planning
Rond 1965 zijn plannen gemaakt voor een buiten ringlijn van de metro om het mogelijk te maken dat reizigers om het centrum heen van de ene naar de andere kant van de stad kunnen reizen en daarmee de stations in het centrum te ontlasten. Na de opening van de eerste drie stations op 11 augustus 1969 kwam de bouw tot staan en pas in 1990 zijn nog twee stations van die buitenring gebouwd die als de twee oostelijkste station van lijn 1 in dienst zijn gekomen. In december 1984 vestigde ingenieur Bordoekov de aandacht op de verkeerstechnische problemen van het, tot dan toe gehanteerde, concept met een ringlijn en lijnen die allemaal door het centrum lopen. In 1987 volgde een plan voor vier randlijnen, waaronder de Chimki-Ljoebertsilijn langs het noordoosten van het centrum. Ruim twintig jaar later zijn in het kader van het project Derde overstap contour nieuwe plannen gemaakt voor een verbinding tussen de metrolijnen buiten het centrum om in de vorm van een Grote Ringlijn aangevuld met radialen. Hierbij is ook de Kozjoechovskaja-lijn tussen die Grote Ringlijn en de zuidoostelijke voorsteden gepland die ruwweg het tracé volgt van de Chimki-Ljoebertsilijn ten zuiden van Aviamotornaja. Het is een van de radialen die aan de buitenzijde van de Grote Ringlijn zijn voorzien om extra capaciteit naast bestaande lijnen, in dit geval lijn 7, te realiseren. Tussen 2009 en 2012 zijn verschillende tracévarianten aan de orde geweest, waaronder een gemeenschappelijk eindpunt met lijn 8 naast het depot. Op 11 februari 2011 werd de verlenging van lijn 8 geschrapt en werd het eindpunt verplaatst naar Nekrasovka zodat het depot nu ver van de lijn ligt. Om verwarring met het gelijknamige station aan lijn 10 te voorkomen is de lijn in de zomer van 2018 omgedoopt in Nekrasovskaja-lijn.

## Aanleg

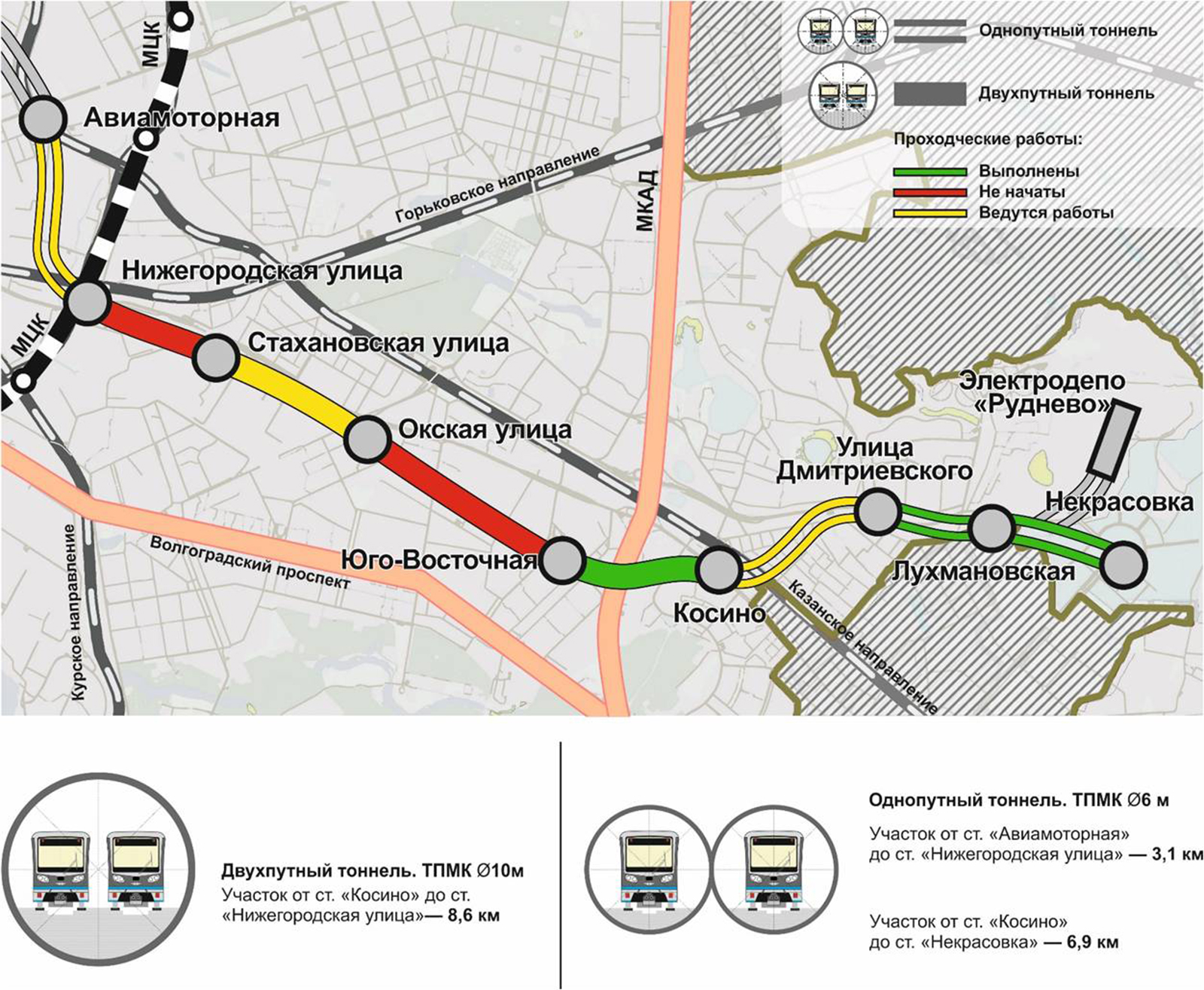
De lijn met de tunnels en de definitieve stationsnamen van 3 februari 2015

De aanleg werd begonnen in het zuidoosten bij Nekrasovka in november 2012 waar het oostelijkste station en een nieuw depot zijn gebouwd. Het boren van de tunnels begon op 29 mei 2014 bij Oelitsa Dmitrjevskogo. Daarvandaan is in oostelijke richting geboord naar Nekrasovka wat in 2015 werd bereikt. De tunnels tussen Oelitsa Dmitrjevskogo en Kosino werden tussen april 2017 en het voorjaar van 2018 geboord. Het eerste deel van de lijn bestaat uit vier stations en eindigt bij Kosino waar op lijn 7 kan worden overgestapt. Dit deel heeft, de in Moskou gebruikelijke, enkelsporige tunnels Het tweede deel loopt van Kosino naar  Nizjegorodskaja door hetzelfde gebied  dat door lijn 7 wordt bediend. Dit deel bestaat uit een dubbelsporige tunnel en de drie tussengelegen stations hebben dan ook zijperrons. 
Door de bouw van de lijn is extra capaciteit gecreëerd en raakt lijn 7 niet overbelast door de extra reizigers uit het zuidoosten als de woningbouw daar voortschrijdt. Nizjegorodskaja krijgt vier sporen met een overstap op hetzelfde perron tussen de Grote Ringlijn en de Nekrasovskaja-lijn die de binnenste sporen zal gebruiken. Aan de stadskant van het station zijn ook vier sporen voorzien zodat beide lijnen verlengd kunnen worden. De drie oostelijkste stations van de Grote ringlijn waren tot 20 februari 2023 operationeel aan de Nekrasovskaja-lijn gekoppeld, hiertoe reden de treinen aan de stadszijde van Nizjegorodskaja via overloopwissels van/naar de buitenste sporen van het station.

## Openstelling
De eerste week van januari 2019 was lijn 7 ten zuiden van Vychino gesloten om een verbindingsspoor met lijn 15 op het bestaande net te kunnen aansluiten. De bedoeling was om na het proefbedrijf de vier stations ten oosten van de MKAD in maart 2019 in gebruik te nemen. Sinds 27 maart 2020 is Lefortovo het noordelijk eindpunt van de lijn, in december 2020 gevolgd door Roebtsovskaja. Eventueel worden nog meer stations aan de noordzijde toegevoegd zolang daar geen doorgaande verbinding met Petrovski Park bestaat. In verband met vertraging bij de aanleg van de Grote ringlijn en het deel van lijn 8 onder het centrum is er in 2020 geopperd om lijn 15 via het noordelijke deel van lijn 11 te koppelen aan lijn 8a en daarmee een doorgaande dienst tussen Rasskazovka en Nekrasovka te realiseren. De drie noordelijke stations werden echter op 20 februari 2023 gesloten en overgedragen aan lijn 11, die ze sinds 1 maart 2023 bedient. De reizigers kunnen sindsdien bij Nizjegorodskaja, via een overstap op hetzelfde perron, tussen lijn 11 en 15 wisselen. De voltooiing van de Grote Ringlijn brengt mogelijke verlengingen van lijn 15 in westelijke richting, bijvoorbeeld naar Sebastopolskij prospekt, weer in beeld.

## Metrostations
| Station               | Overstappunt | Foto | Geopend       | Opmerkingen |
| --------------------- | ------------ | ---- | ------------- | ----------- |
| Nizjegorodskaja       |              |      | 27 maart 2020 |             |
| Stachanovskaja        |              |      | 27 maart 2020 |             |
| Okskaja               |              |      | 27 maart 2020 |             |
| Joego-Vostotsjnaja    |              |      | 27 maart 2020 |             |
| Kosino                |              |      | 3 juni 2019   |             |
| Oelitsa Dmitrjevskogo |              |      | 3 juni 2019   |             |
| Loechmanovskaja       |              |      | 3 juni 2019   |             |
| Nekrasovka            |              |      | 3 juni 2019   |             |